# Zoio
Zoio es una freguesia portuguesa del municipio de Braganza, con 25,18 km² de superficie y 203 habitantes (2001). Su densidad de población es de 8,1 hab/km².